# کاسومی (مرده یا زنده)
کاسومی (به ژاپنی: かすみ) یک شخصیت ساختگی در مجموعه بازی‌های ویدئویی مرده یا زنده از شرکت تیم نینجا و کویی تکمو است. کاسومی به عنوان شخصیت اصلی و قهرمان مسابقات سری بازی‌های مرده یا زنده به‌شمار می‌رود که برای اولین بار در مرده یا زنده نسخه آرکید در سال ۱۹۹۶ حضور پیدا کرد و تا به حال در تمامی دنباله‌ها و همچنین اسپین‌آف‌های این سری ظاهر شده است. صداپیشگان کاسومی در نسخه ژاپنی ساکورا تانگه و هوکو کواشیما، و در نسخه انگلیسی لورن لاندا و کاری والگرن می‌باشند.
کاسومی، که همچنین تحت نام «کونوایچی (نینجای مؤنث) سرنوشت» شناخته می‌شود، دختر آیامه و شیدن، هفدهمین رئیس «قبیله موگن تنشین» است. او دارای برادری بزرگتر به نام هایاته و خواهری ناتنی به نام آیانه بود. کاسومی از دوران کودکی زندگی مرفه، سرشار از لباس‌های گران‌قیمت، خدمتگزار و بسیار مورد احترام بقیه افراد در قبیله موگن تنشین بود. پس از اتفاقی ناگوار، او قبیله‌اش را ترک کرده و تبدیل به «نینجایی فراری» شد. او در این بین تحت تعقیب خواهرش آیانه قرار گرفت.
دوون اوکی نقش این شخصیت را در فیلم لایو اکشن دی‌اوای: زنده یا مرده (۲۰۰۶) ایفا کرده است. او همچنین به عنوان مهمان در بازی‌های مختلف دیگری ظاهر شده است، که شامل دیگر عنوان پرچم‌دار استودیو تیم نینجا یعنی نینجا گایدن است، جایی که خواهرش آیانه نقش بسیار مهمتری را ایفا می‌کند. کاسومی به عنوان نماد فرنچایز مرده یا زنده محسوب می‌شود و همچنین شخصیت مورد علاقه تومونوبو ایتاگاکی، مؤسس استودیوی تیم نینجا و خالق این سری است.